# Academia Francesa
O Institut de France, onde está localizada a Academia Francesa
A Academia Francesa (em francês: Académie française) foi fundada por Richelieu em 1635, sob o reinado de Luís XIII de França. É uma das mais antigas instituições francesas. É composta por quarenta membros, chamados de "Quarenta" ou somente de "Imortais". A Academia Brasileira de Letras foi baseada nela.

## Conceito
- No sistema educacional francês, a Academia é uma unidade administrativa.
- A Academia Francesa (Académie française) é uma associação composta pelas mais proeminentes pessoas instruídas nos assuntos relativos ao idioma francês. Foi criada em 1635 por Richelieu, o principal ministro e o homem-forte do reinado de Luís XIII. Fechada em 1793, durante a Revolução Francesa, foi novamente instituída por Napoleão Bonaparte, em 1803. É a mais antiga das 5 academias que compõem o Instituto da França.[4]
- Foi instaurada invocando-se o "sítio de Akademus" - local da Grécia Antiga onde teria sido os jardins do herói Akademus e escolhido por Platão para ministrar suas palestras aos discípulos - recebendo aquele lugar o nome de "Akademia".
- A Académie compõe-se de quarenta membros conhecidos por Immortels ("Imortais"), sendo que os novos membros são eleitos pelos mais antigos. Uma vez ingressado em seus quadros, ali permanece por toda a vida, podendo, entretanto, ser removido por conduta inapropriada.

## Histórico

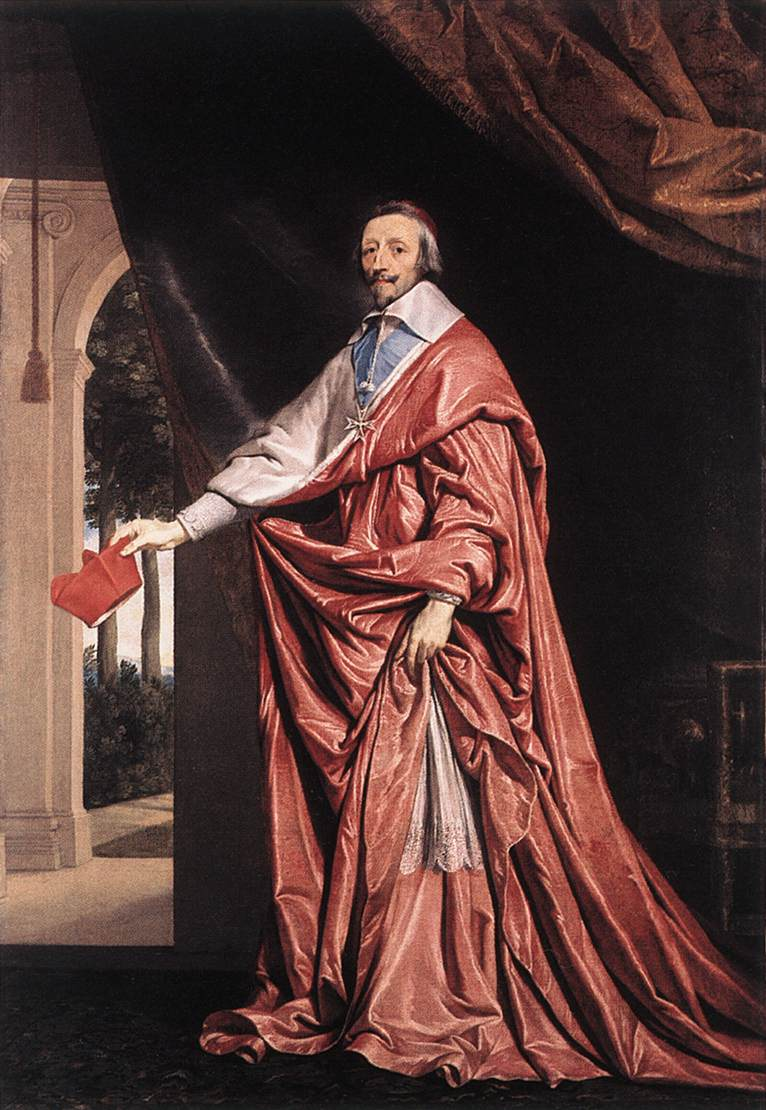
Richelieu

Em suas origens, a Académie era composta por um grupo informal que se reunia para debates literários entre as décadas de 1620 e 1630 em Paris (um, dentre muitos dos grupos que então se formaram). O cardeal Richelieu, na prática o governante da França na época, adotou este grupo como seu protegido. Como preparação para a sua constituição oficial, foram convidados vários associados no ano de 1634. A 22 de fevereiro do ano seguinte, com a intercessão e apressamento de Richelieu, a Carta Real foi concedida por Luís XIII de França e a organização tornou-se formalmente legítima. A Carta, entretanto, somente foi registrada no parlamento de Paris a 10 de julho de 1637. A Académie Française passou, formalmente, a ser a responsável pela regulamentação da gramática, ortografia e literatura francesas.
Durante a Revolução Francesa, a Convenção Nacional suprimiu todas as academias reais, inclusive a ""Académie Française". Em 1792, foi proibida a eleição de novos sócios para substituir os que morreram, e no ano seguinte foram completamente abolidas. As academias foram reunidas numa única entidade, em 1795, chamado de "Institut de France". Napoleão Bonaparte, quando Primeiro Cônsul, decidiu restabelecer as antigas academias, mas como "classes" ou divisões do Instituto. A segunda classe do Instituto equivalia à antiga "Académie". Quando assumiu o trono Luís XVIII de França, em 1816, cada classe recuperou o título de "Académie" - e aquela segunda classe voltou a apropriadamente intitular-se "Academia". Desde este ano, portanto, a "Académie Française" funciona ininterruptamente.
O presidente francês é o protetor ou patrono da Académie - um papel que coubera precipuamente a Richelieu. Com a sua morte, em 1642, Pierre Séguier, chanceler de França, o sucedeu. Quando este, a seu turno, faleceu em 1672, Luís XIV de França assumiu esta função. Desde então, o chefe de estado sempre foi o patrono da Académie. De 1672 a 1805, a reuniões oficiais do silogeu deram-se no Louvre e, a partir desse ano, ocorrem no Collège des Quatre Nations (hoje conhecido como Palais de l'Institut). As demais academias do Instituto também ali têm sua sede.
A 14 de novembro de 2019, foi agraciada com o grau de Membro-Honorário da Ordem Militar de Sant'Iago da Espada, de Portugal.

## Imortais

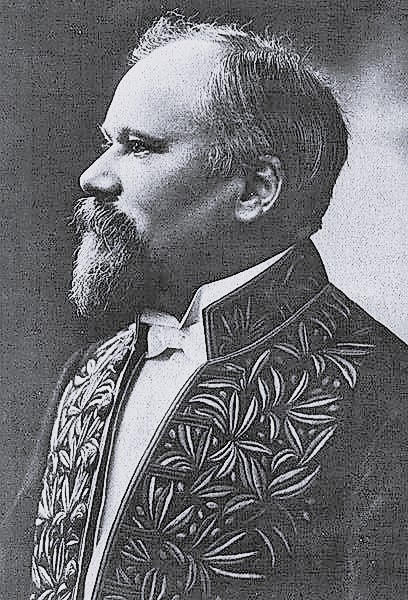
Raymond Poincaré foi um dos cinco chefes de estado franceses a tornar-se "imortal". Na foto, ostenta o fardão verde (habit vert) da Académie

São quarenta "cadeiras", numeradas de um a quarenta, em sequência e sem grau diferenciador entre elas. Foram chamados de "imortais" por conta da inscrição "À l'immortalité" ("para a imortalidade"), que se encontra no selo oficial da corporação e que foi ofertado por Richelieu. Cada imortal é escolhido por seus pares para ser o "secretário permanente" da Académie - cargo que ocupa por toda a vida, ou até que haja a resignação. Além disso, a Académie pode indicar um "secretário permanente honorário". O sócio mais velho, por data de ingresso, é o "decano da academia".
Novos membros são eleitos pelos próprios acadêmicos (os sócios originais foram designados). Quando uma cadeira fica vaga, o candidato informa ao secretário que deseja tornar-se um candidato. Também os acadêmicos podem indicar candidatos - e estes somente serão considerados eleitos se obtiverem a maioria dos votos, num quórum mínimo de vinte membros. Se nenhum dos candidatos obtiver a maioria absoluta, outra eleição deverá ser marcada para uma data posterior. A votação, entretanto, somente será validada se o protetor (o presidente do país) der sua aprovação - que é, entretanto, uma mera formalidade. Então, finalmente, o novo imortal está apto a ocupar uma das cadeiras da Academia. Terá de entregar seu discurso, no qual consuetudinariamente tece elogios ao seu predecessor. Oito dias após o novo membro é empossado, numa solenidade pública, onde faz seu pronunciamento agradecendo aos pares por sua eleição.
Uma vez eleito, o membro é um acadêmico por toda a vida. Mas o sodalício pode expulsar um membro por séria impropriedade de conduta. A primeira expulsão deu-se em 1638, quando Auger de Moléon de Granier foi afastado por roubo. As expulsões mais recentes ocorreram ao fim da II Guerra Mundial: Abel Bonnard, Abel Hermant, Philippe Pétain, e Charles Maurras foram todos excluídos por haverem se associado ao regime de Vichy. Ao todo, foram vinte expulsões da Academia.

## Funções
A Academia é a autoridade na França para regulamentar o uso, vocabulário e gramática do idioma francês, embora suas decisões não tenham força de lei - e por vezes até as autoridades desconsideram suas decisões. É a Academia quem publica o dicionário oficial da língua francesa, conhecido como Dictionnaire de l'Académie française. Uma comissão especial - integrada por vários (não todos) acadêmicos - é encarregada da compilação deste mister.
A Academia já completou oito edições deste dicionário, publicados em 1694, 1718, 1740, 1762, 1798, 1835, 1878 e 1935. A nona edição está sendo completada, tendo sido editados o primeiro volume (de A até Enzima) em 1998 e o segundo (de Eoceno a Mapa-mundi), em 2000.
- Em 1778, a Academia tentou compilar um "dicionário histórico" do idioma francês, mas o trabalho teve de ser abandonado, pois nunca progrediu além da letra "A".

Com a influência constante do idioma inglês, a Academia tentou evitar o anglicismo de sua língua. Substituiu, assim, vocábulos (como walkman e software) por equivalentes em francês (baladeur e logiciel, respectivamente). Além disso, procurou modernizar a ortografia e pronúncia do idioma. Mas foi, por vezes, criticada por adotar posturas excessivamente conservadoras. Uma recente controvérsia envolveu a criação de equivalentes femininos para os nomes de várias profissões. Em 1997, por exemplo, o governo de Lionel Jospin defendeu o uso do pronome feminino antes da palavra "ministro" ("la ministre") para se referir ao "ministro do sexo feminino". Mas a Academia insistiu que fosse conservado o pronome masculino ("le ministre"), qualquer que fosse o gênero.

## Membros atuais
Membros actuais da Academia Francesa:
| Cadeira | Nome               | Eleito(a) em           |
| ------- | ------------------ | ---------------------- |
| 1       | Claude Dagens      | 17 de abril de 2008    |
| 2       | Dany Laferrière    | 12 de dezembro de 2013 |
| 3       | Vago               |                        |
| 4       | Jean-Luc Marion    | 6 de novembro de 2008  |
| 5       | Andreï Makine      | 3 de março de 2016     |
| 6       | Christian Jambet   | 8 de fevereiro de 2024 |
| 7       | Jules Hoffmann     | 1 de março de 2012     |
| 8       | Daniel Rondeau     | 6 de junho de 2019     |
| 9       | Patrick Grainville | 8 de março de 2018     |
| 10      | Florence Delay     | 14 de dezembro de 2000 |
| 11      | Vago               |                        |
| 12      | Chantal Thomas     | 28 de janeiro de 2021  |
| 13      | Maurizio Serra     | 9 de janeiro de 2020   |
| 14      | Vago               |                        |
| 15      | Frédéric Vitoux    | 13 de dezembro de 2001 |
| 16      | Raphaël Gaillard   | 25 de abril de 2024    |
| 17      | Érik Orsenna       | 28 de maio de 1998     |
| 18      | Vago               |                        |
| 19      | Sylviane Agacinski | 1 de junho de 2023     |
| 20      | Vago               |                        |

| Cadeira | Nome                  | Eleito(a) em            |
| ------- | --------------------- | ----------------------- |
| 21      | Alain Finkielkraut    | 10 de abril de 2014     |
| 22      | Vago                  |                         |
| 23      | Pierre Rosenberg      | 7 de dezembro de 1995   |
| 24      | François Sureau       | 15 de outubro de 2020   |
| 25      | Dominique Fernandez   | 8 de março de 2007      |
| 26      | Jean-Marie Rouart     | 18 de dezembro de 1997  |
| 27      | Pierre Nora           | 7 de junho de 2001      |
| 28      | Jean-Christophe Rufin | 19 de junho de 2008     |
| 29      | Amin Maalouf          | 23 de junho de 2011     |
| 30      | Danièle Sallenave     | 7 de abril de 2011      |
| 31      | Michael Edwards       | 21 de fevereiro de 2013 |
| 32      | Pascal Ory            | 4 de março de 2021      |
| 33      | Dominique Bona        | 18 de abril de 2013     |
| 34      | François Cheng        | 13 de junho de 2002     |
| 35      | Antoine Compagnon     | 17 de fevereiro 2022    |
| 36      | Barbara Cassin        | 3 de maio de 2018       |
| 37      | Michel Zink           | 14 de dezembro de 2017  |
| 38      | Marc Lambron          | 26 de junho de 2014     |
| 39      | Jean Clair            | 22 de maio de 2008      |
| 40      | Xavier Darcos         | 13 de junho de 2013     |